# Биркеланд, Джорджия
Джорджия Биркеланд (англ. Giorgia Birkeland; род. 14 июня 2002 года в Скандиано, Италия) — американская  конькобежка. Участница зимних Олимпийских игр 2022 года, серебряный призёр чемпионата мира, 2-кратная чемпионка США и 4-кратная призёр чемпионата США.

## Биография
Джорджия Биркеланд, дочь Тома Биркеланда родилась в итальянском городе Скандиано, но с раннего детства проживала в США, в городе  Уайт-Бэр-Лейк, где в возрасте 8 лет начала кататься на коньках со своей старшей сестрой Изабель, а в 12 лет присоединилась к клубу "Midway Speedskating Club". 
В сезоне 2015/16 Джорджия стала участвовать на юниорском чемпионате США, а в 2019 году пропустила юниорский чемпионат мира из-за сотрясения мозга, из-за которого она выбыла из соревнований почти на год. В 2020 году выиграла юниорский чемпионат США в масс-старте и том же году участвовала на юниорском чемпионате мира, где заняла 11-е место в сумме многоборья и 8-е в масс-старте. В мае 2020 окончила среднюю школу Махтомеди. В сезоне 2020/21 она переехала в Солт-Лейк-Сити, чтобы тренироваться на Олимпийском овале штата Юта.
В 2021 году стала чемпионом США в масс-старте и заняла 2-е место в командной гонке, а в сезоне 2021/22 дебютировала на Кубке мира и  участвовала на чемпионате 4-х континентов в Калгари, где с партнёршами выиграла золотую медаль в командном спринте. В январе 2022 года в Милуоки прошла квалификацию на олимпиаду 2022 года, выиграв масс-старт.
В феврале 2022 года Джорджия участвовала на своих первых зимних Олимпийских играх в Пекине и в масс-старте заняла 12-е место, что для её дебюта стало большим успехом. В сезоне 2022/23 на Кубке мира в Калгари заняла 3-е место в командной гонке, следом на чемпионате США в Милуоки выиграла командную гонку и стала 2-й в масс-старте. В марте на чемпионате мира на отдельных дистанциях в Херенвене она завоевала бронзовую медаль в командной гонке, а в масс-старте заняла 19-е место.

## Личная жизнь
Джорджия Биркеланд в 2020 году окончила среднюю школу Махтомеди в Уайт-Бэр-Лейке, а осенью 2020  поступила в общественный колледж Солт-Лейк-Сити, чтобы получить степень по кинезиологии. Любит кататься на лыжах, рисовать.